# Lower Hutt City AFC
Lower Hutt City AFC is een Nieuw-Zeelandse voetbalclub uit Lower Hutt. De club is opgericht in 1968. De thuiswedstrijden worden in het Bell Park gespeeld. De clubkleuren zijn geel-groen.